# Super věc, kterou Bart už nikdy neudělá
Super věc, kterou Bart už nikdy neudělá (v anglickém originále A Totally Fun Thing That Bart Will Never Do Again) je 19. díl 23. řady (celkem 505.) amerického animovaného seriálu Simpsonovi. Scénář napsal Matt Warburton a díl režíroval Chris Clements. V USA měl premiéru dne 29. dubna 2012 na stanici Fox Broadcasting Company a v Česku byl poprvé vysílán 16. srpna 2012 na stanici Prima Cool.

## Děj
Po dalším nudném týdnu svého života uvidí Bart v televizi reklamu na zábavnou plavbu a prosí Homera a Marge o rodinnou dovolenou. Ti mu řeknou, že rodina nemá dostatek peněz, a tak se Bart rozhodne prodat vše, co vlastní, aby mohl dovolenou financovat sám. Peníze mu ale stále nestačí, a tak mu Marge a Líza pomohou tím, že každá prodá jednu cennou věc. Dohromady mají dost peněz na to, aby si rodina rezervovala kajutu v ekonomické třídě. Jakmile však plavba začne, díky řadě bezplatných vylepšení se dostanou do luxusní kajuty. Užívají si širokou škálu aktivit na palubě, ale Bartovi klesne nálada, když uslyší ředitele plavby Rowana Priddise, jak zpívá cestujícím píseň, v níž jim říká, aby si užili zbytek plavby, dokud mohou, než se vrátí ke svým normálním životům. 
Bart se obává, že zbytek jeho života bude bolestně nudný, a rozhodne se, že dovolená bude trvat věčně. Později se na obrovské obrazovce palubní televize objeví nouzová zpráva od vojenského důstojníka, který posádku a cestující varuje před smrtícím virem, jenž se začal šířit na pevnině. Říká, že všechny lodě musí zůstat na moři, aby lidstvo přežilo. Zpráva je ve skutečnosti převzata z filmu v DVD knihovně v kajutě Simpsonových, který Bart nastavil tak, aby se vysílal po celé lodi. Vyřadí také komunikaci s pevninou tím, že na ovládací panel nalije horkou čokoládovou polevu. Během následujících 12 dnů, kdy loď zůstává na moři, chátrá, podmínky se zhoršují a začínají docházet zásoby jídla. Nakonec se plavba změní v něco podobného postapokalyptické civilizaci s gladiátorskými arénami, nájezdníky, tresty smrti a Priddisem, který si nárokuje královskou vládu nad cestujícími. 
Marge a Líza odhalí Bartův podvod a informují cestující, že virus je podvod. Za trest rozzuření pasažéři Simpsonovy zanechají na Antarktidě a vydají se zpět domů. Při výpravě k výzkumné stanici pro pomoc si všimnou skupiny tučňáků – Líza je fascinována možností vidět je zblízka, ale Bart si myslí, že jejich život je nudný, a říká, že ledová skluzavka, po které sjíždějí, je jen ojedinělý okamžik zábavy. Líza mu řekne, že když pomineme všechny věci, které se v průběhu života stanou, zachycení a vychutnání nejlepších okamžiků z něj může udělat zábavu, a Bart si uvědomí, že má pravdu poté, co ho Homer strčí dolů po ledové skluzavce a celá rodina se k němu přidá. Závěrečná scéna je zábleskem staršího Barta v domově důchodců, který si se zalíbením prohlíží různé fotografie zábavných okamžiků ze svého života. 

## Produkce
Díl napsal Matt Warburton a režíroval jej Chris Clements. Název a části zápletky jsou odkazem na esej amerického spisovatele Davida Fostera Wallace A Supposedly Fun Thing I'll Never Do Again z roku 1996, která popisuje jeho zážitky z plavby. V jedné scéně se v pozadí objeví postava, která se údajně podobá Fosteru Wallaceovi. V epizodě hostoval americký herec Treat Williams, jenž si zahrál Williama Sullivana, postavu z filmu Pandora Strain, jejž Bart využije k tomu, aby všechny přesvědčil, že se smrtící virus skutečně rozšířil.
V epizodě se také objevil hostující anglický herec a komik Steve Coogan jako Rowan Priddis, ředitel plavby. Když Simpsonovi večeří v restauraci na lodi, postava předvede na pódiu píseň s názvem „Enjoy It While You Can“, která Barta vybídne, aby se postaral o to, že plavba bude trvat věčně. Na této písni se podílel broadwayský skladatel a textař Robert Lopez, držitel ceny Tony, který ji v roce 2011 pro epizodu produkoval v New Yorku. Coogan píseň v New Yorku také nahrál. Scenáristé seriálu poskytli Lopezovi svůj návrh textu písně, který „pak upravil“, jak uvedl William Keck z TV Guide. Lopez Keckovi řekl, že se se štábem Simpsonových rozhodl vytvořit něco „kýčovitého, co by se skutečně dalo hrát na výletní lodi. Vydali jsme se směrem Carnival Cruise, ‚Feelin' Hot Hot Hot‘.“ Podle hudebního redaktora Simpsonových Chrise Ledesmy Lopez produkoval „Enjoy It While You Can“ se „syntezátorovou kapelou“ a skladatel Simpsonových Alf Clausen „přidal do konečné verze aranžmá domácího orchestru ve stylu Vegas“.
V epizodě se kromě písně „Enjoy It While You Can“ objevily dvě písně. „Boy from School“ od anglické elektronické hudební skupiny Hot Chip zazní na začátku dílu během montáže, která ukazuje nudný týden v Bartově životě, včetně jeho pobytu ve škole. Když Simpsonovi sjíždějí na konci dílu po ledové skluzavce tučňáků, zazní „Winter's Love“ od americké neo-psychedelické skupiny Animal Collective. Díl obsahuje také dvě skladby klasické hudby. Warburton se rozhodl pro první záběr na výletní loď v epizodě použít skladbu „Concerto for Harp and Strings“ francouzského skladatele Françoise Adriena Boieldieu. Jak popsal Ledesma na svém blogu, tato skladba se znovu objevila v „hrozivějším a temnějším zpracování“ později v dílu při záběru na zchátralou loď. Předehra ruského skladatele Michaila Glinky z jeho opery Ruslan a Ludmila zní přes montáž, která ukazuje Barta účastnícího se zábavných aktivit na plavbě.

## Vydání
Epizoda byla původně vysílána na stanici Fox ve Spojených státech 29. dubna 2012. Během tohoto vysílání ji sledovalo přibližně pět milionů diváků a v demografické skupině dospělých ve věku 18–49 let získala epizoda rating 2,3 dle Nielsenu a 7% podíl. Díl se stal druhým nejsledovanějším vysíláním v rámci bloku televize Fox Animation Domination té noci, a to jak z hlediska celkové sledovanosti, tak v demografické skupině 18–49 diváků. V týdnu od 23. do 29. dubna 2012 se díl umístil na 17. místě ve sledovanosti mezi všemi prime time pořady v demografické skupině 18–49 diváků a na šestém místě mezi všemi prime time pořady stanice Fox.
Přijetí epizody televizními kritiky bylo obecně pozitivní. Rowan Kaiser z The A.V. Clubu díl pochválil, udělil mu A− a poznamenal, že je „dobré vidět, že se Simpsonovi pokusili o ambiciózní epizodu, a skvělé je vidět, že tyto ambice byly do značné míry naplněny“. Dodal, že díly, které „dávají Bartovi extra hloubku, patří mezi mé nejoblíbenější půlhodiny Simpsonových“, a poznamenal, že tato epizoda představuje „Bartovu stránku, kterou vidíme jen zřídka: někoho, kdo žije mimo okamžik. Představovat si sám sebe na smrtelné posteli a přemýšlet o tom, jak byl celý jeho život mimo plavbu promarněn, je druh prostředku, který je obvykle vyhrazen ženám Simpsonových, zejména Líze.“
Alan Sepinwall ze serveru HitFix napsal, že v dílu „jsou prvky, které vám budou povědomé – je to další epizoda, kde dovolená rodiny Simpsonových hraničí s katastrofou – ale hlavní emocionální dějová linie týkající se Barta je taková, které se Simpsonovi ještě nedotkli, protože fantastická luxusní plavba ho zneklidňuje ohledně stavu jeho zbytku života“. Sepinwall recenzi uzavřel slovy, že je „vždy fanouškem epizod Simpsonových s jedním příběhem i epizod postavených na emocionálním problému, kterému čelí některý z členů rodiny, a tato má obojí – kromě toho, že je vtipná, milá a chytrá ve svém vyobrazení nejlepší plavby všech dob“.